# Winterhouse Cove
Winterhouse Cove est une ville située sur l'île de Terre-Neuve dans la province de Terre-Neuve-et-Labrador au Canada. Elle est traversée par la route 413.

## Annexe